# Zdeňka Hamousová
Zdeňka Hamousová (* 8. června 1961 Příbram) je česká politička a pedagožka, v letech 2010 až 2022 byla starostkou města Žatce a v letech 2014 až 2020 senátorkou za obvod č. 6 – Louny.

## Život
Narodila se v Příbrami a jako dítě bydlela s rodinou v Chomutově, od svých 10 let však trvale žije v Žatci. Většinu profesního života strávila ve školství v oboru speciální pedagogika. V letech 1997 až 2010 byla ředitelkou Základní školy praktické v Žatci.
Od roku 2008 působí jako členka představenstva v akciové společnosti Žatecká teplárenská a od roku 2011 jako členka dozorčí rady firmy Skládka Vrbička.

## Politické působení
Do politiky se pokoušela vstoupit, když v komunálních volbách v roce 2002 kandidovala jako nestraník za subjekt „Učitelé pro Žatec“ do Zastupitelstva města Žatce v okrese Louny, ale neuspěla. Zvolena byla až v komunálních volbách v roce 2006 jako nestraník za Volbu pro město (VPM). Za tuto stranu obhájila mandát zastupitelky i ve volbách v roce 2010. Na začátku prosince 2010 byla zvolena starostkou města Žatce. V komunálních volbách v roce 2014 opět kandidovala jako nestraník za VPM, tentokrát v pozici lídryně kandidátky. Mandát zastupitelky města obhájila (VPM zároveň volby v Žatci vyhrála).
V krajských volbách v roce 2012 kandidovala jako nestraník za Stranu Zdraví Sportu Prosperity (SZSP) v rámci „Koalice SNK-ED a SZSP“ do Zastupitelstva Ústeckého kraje, ale neuspěla. Nepodařilo se jí to ani ve volbách v roce 2016, když kandidovala jako nestraník za hnutí ANO 2011.
Ve volbách do Senátu PČR v roce 2014 kandidovala jako nestraník za hnutí ANO 2011 v obvodu č. 6 – Louny. Se ziskem 25,79 % hlasů skončila v prvním kole na 2. místě a postoupila tak do kola druhého. V něm nakonec poměrem hlasů 52,31 % : 47,68 % porazila sociálního demokrata a ministra školství, mládeže a tělovýchovy ČR Marcela Chládka. Na konci října 2014 se navíc stala předsedkyní nově vzniklého Senátorského klubu ANO + Severočeši.cz.
V květnu 2020 Policie ČR požádala Senát PČR o její vydání k trestnímu stíhání kvůli řízení pod vlivem alkoholu. Jednalo se o více než jedno promile, tedy dle platného zákona o trestný čin. Dne 20. května 2020 ji Senát PČR k trestnímu stíhání vydal. S tímto krokem souhlasila i sama Hamousová, své jednání označila za „zkratkovité“ a omluvila se.
Ve volbách do Senátu PČR v roce 2020 obhajovala jako nestraník za hnutí Unie pro sport a zdraví (USZ) mandát senátorky v obvodu č. 6 – Louny. Se ziskem 10,23 % hlasů skončila na 4. místě a do druhého kola nepostoupila. Mandát senátorky tak neobhájila.

## Působení v pozici starostky Žatce
V pozici starostky se soustředila na zefektivnění chodu úřadu a městských institucí. Změny spočívající ve sloučení několika odborů a snížení počtu zaměstnanců úřadu o osm prosadila od ledna 2013. Proti těmto krokům část zaměstnanců protestovala a založila také odborovou organizaci.
V dubnu 2013 na ni podali tři opoziční zastupitelé trestní oznámení kvůli podpisu dodatků smluv se společností Silnice Group bez schválení rady města, čímž měla město poškodit o tři miliony korun. Toto trestní oznámení policie odložila v lednu 2014.
V srpnu 2014 začala policie prošetřovat manipulaci s veřejnými zakázkami na městské úřadu Žatec.
Na Ustavujícím zasedání nově vzniklého zastupitelstva ji 13. listopadu 2014 porazil Aleš Jelínek v poměru 11–10 hlasům a nahradil ji tak v této funkci. Po odvolání nově zvoleného starosty Jelínka, byla opět zvolena na post starostky města Žatce. V komunálních volbách v roce 2018 obhájila jako nestraník za hnutí ANO 2011 post zastupitelky města Žatec. Na začátku listopadu 2018 pak byla opět zvolena starostkou města. V komunálních volbách v roce 2022 v Žatci byla jako nezávislá lídrem kandidátky Volba pro město (VPM) a díky zisku 3 mandátů a 12,18 % hlasů obhájila post zastupitelky, zda bude i nadále starostkou města je v jednání.